# Tubercithorax subarcticus
Tubercithorax subarcticus là một loài nhện trong họ Linyphiidae.
Loài này thuộc chi Tubercithorax. Tubercithorax subarcticus được Andrei V. Tanasevitch miêu tả năm 1984.